# Care Package
Care Package è una raccolta del rapper canadese Drake, pubblicato il 2 agosto 2019 per l'etichetta OVO Sound. La raccolta comprende alcune canzoni registrate dal 2010 al 2016 non disponibili per l'acquisto o lo streaming.

## Tracce
1. Dreams Money Can Buy – 4:13
2. The Motion – 4:00
3. How Bout Now – 3:55
4. Trust Issues – 4:41
5. Days in the East – 5:53
6. Draft Day – 4:26
7. 4PM in Calabasas – 4:00
8. 5AM in Toronto – 3:25
9. I Get Lonely – 4:13
10. My Side – 4:54
11. Jodeci Freestyle (feat. J. Cole) – 4:14
12. Club Paradise – 4:43
13. Free Spirit (feat. Rick Ross) – 4:12
14. Heat of the Moment – 5:43
15. Girls Love Beyoncé (feat. James Fauntleroy) – 3:45
16. Paris Morton Music – 4:11
17. Can I – 3:09